# (6942) Yurigulyaev
(6942) Yurigulyaev (1976 YB2) – planetoida z grupy pasa głównego asteroid okrążająca Słońce w ciągu 3,58 lat w średniej odległości 2,34 j.a. Odkryta 16 grudnia 1976 roku.